# Nordiska Kompaniet
Pour les articles homonymes, voir NK.
Nordiska Kompaniet, ou NK (prononcer "n-ko"), littéralement la compagnie du nord, est le nom de deux grands magasins suédois, situés à Stockholm et à Göteborg. Le premier fut ouvert à Stockholm en 1902 par Josef Sachs, qui avait l'ambition d'égaler l'excellence des grands magasins parisiens ou londoniens.
La société a été membre de l'Association Internationale des Grands Magasins de 1928 à 1991.
Le 21 septembre 1915, le bâtiment spécialement conçu pour NK fut inaugurée près du parc de Kungsträdgården, dans le centre de Stockholm. Il a été dessiné par le maître suédois de l'art nouveau, Ferdinand Boberg, qui s'est inspiré des grands magasins américains faits d'une structure interne  en acier et d'une façade en granite.
En 1954, une enseigne faite d'un tube de néon circulaire de sept mètres de diamètre fut installée, reproduisant d'un côté le logo de NK, et de l'autre une horloge. Elle pèse quatre tonnes et est perchée à 87 mètres au-dessus du sol. Elle tourne sur elle-même à le vitesse de quatre tours par minute.
Le magasin de Stockholm est actuellement fréquenté par quelque douze millions de personnes par an. Ce nombre est de trois millions pour le magasin de Göteborg. Ces magasins emploient à eux deux environ 1 200 personnes.
La ministre des affaires étrangères suédoise Anna Lindh a été assassinée dans le magasin NK de Stockholm le 10 septembre 2003.

## Galerie

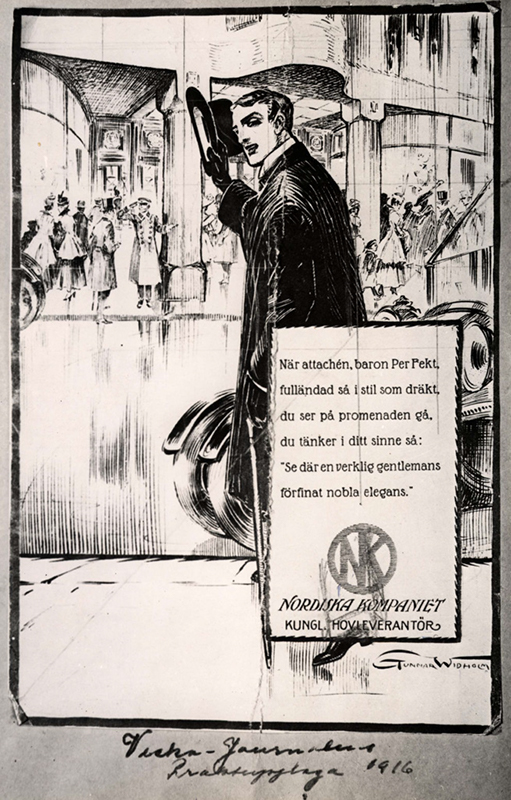
Publicité de 1915.
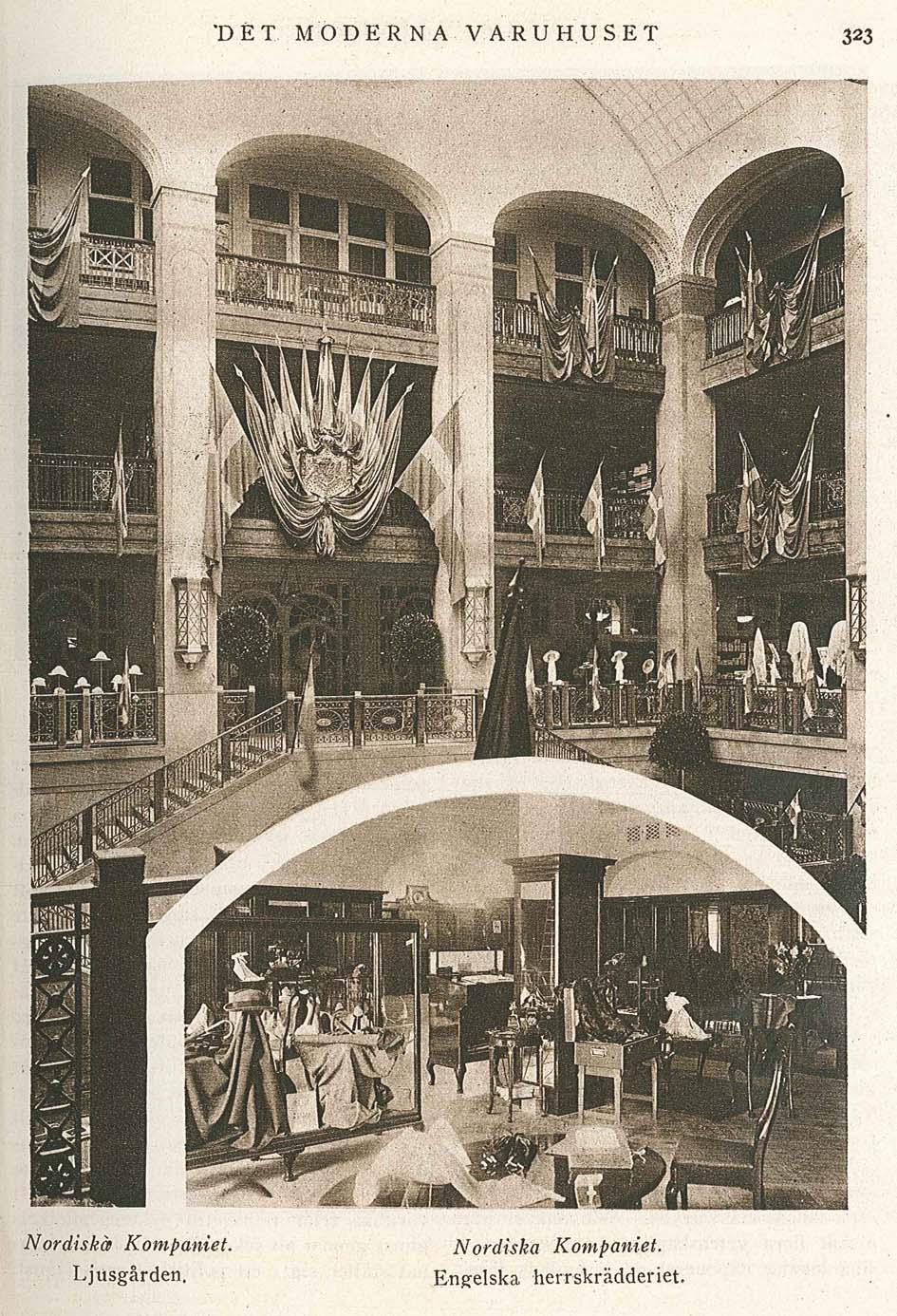
L'intérieur du magasin, vers 1915
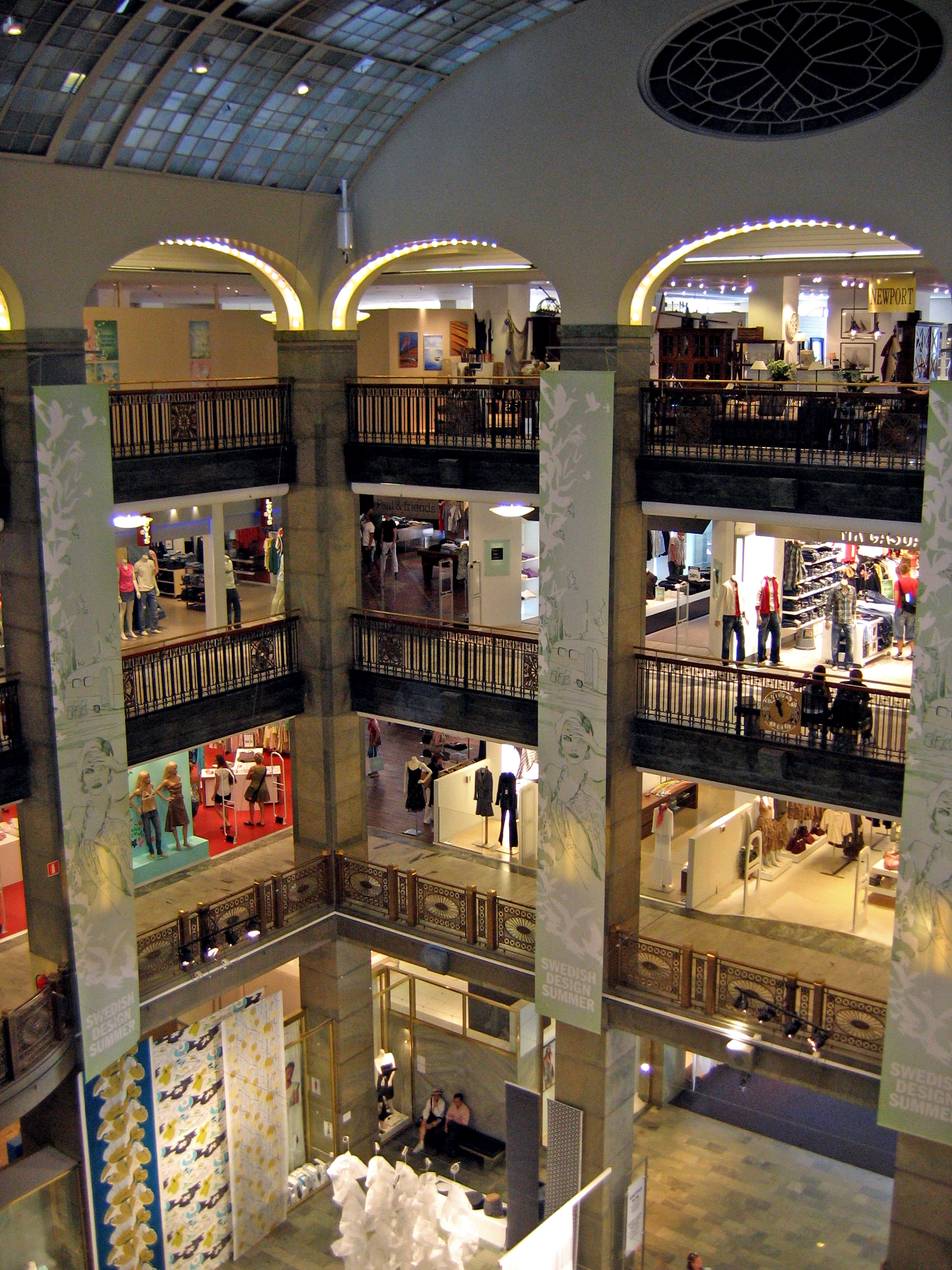
L'intérieur du magasin de Stockholm
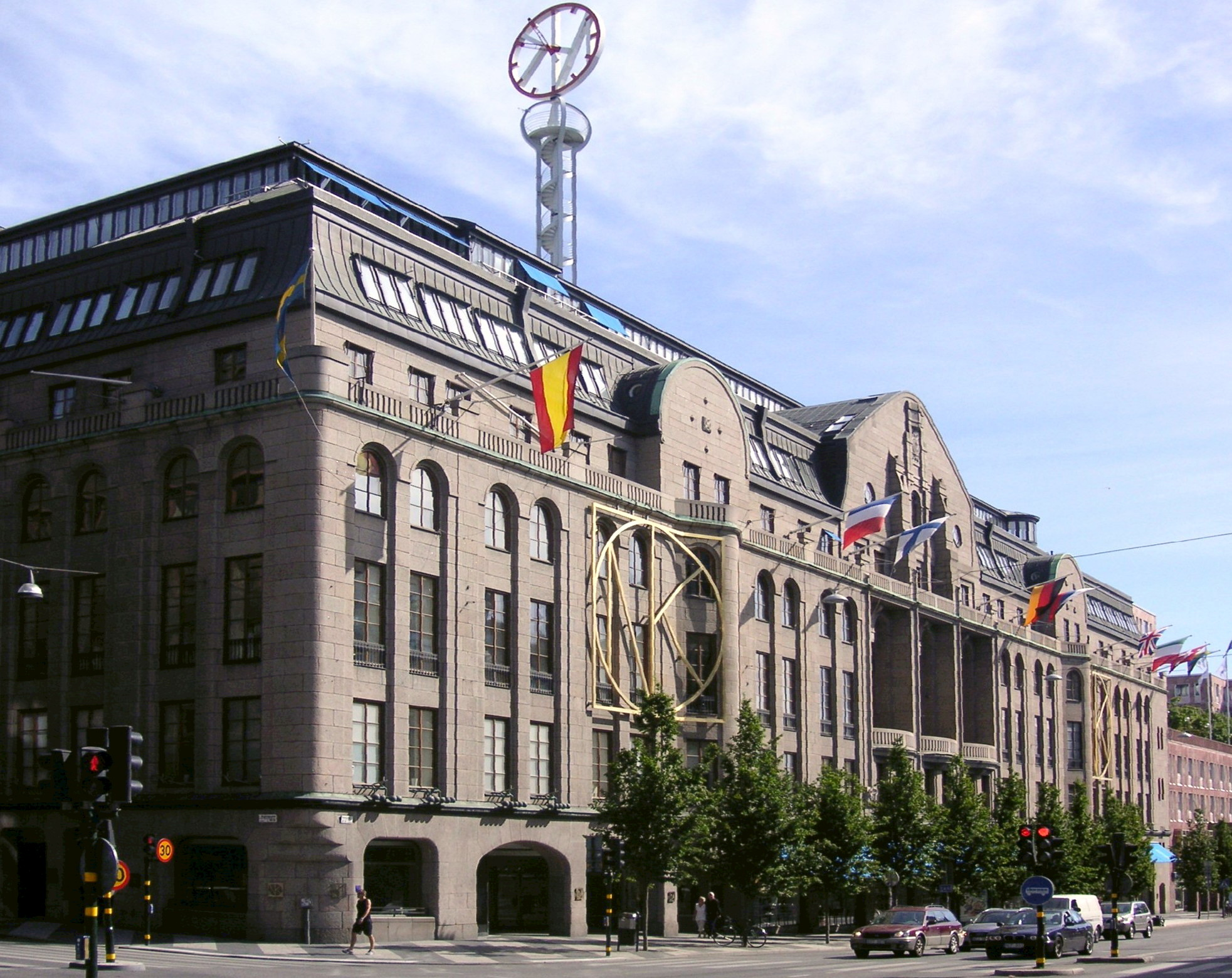
Le magasin de Stockholm en 2007